# Šebetov
Šebetov je obec v okrese Blansko v Jihomoravském kraji. Žije zde 831 obyvatel.

## Název
Jméno vesnice bylo odvozeno od osobního jména Šebeta (domácké podoby jména Šebestián) a znamenalo "Šebetův majetek".

## Historie
Obec Šebetov byla založena podle pověsti kněžnou Eufemií či Ofkou, manželkou knížete olomouckého Oty I. Sličného. Pověst praví, že když projížděla v kočáře se svým doprovodem zdejší krajinou, velice se jí zalíbila pro krásu zalesněných kopců a pastvin. Dala zastavit, přivolala vedoucího družiny Šebestiána, kterému všichni říkali Šebesta, a nařídila zde postavit dvůr, nazývaný později Šebetov. Šebetov byl založen na sklonku 11. století. Nejstarší historická zpráva o obci je z roku 1201. Obec byla majetkem kláštera Hradisko u Olomouce.

## Poloha a vybavenost obce
Vesnice Šebetov se rozkládá v severovýchodní části okresu Blansko na jihozápadním úpatí lesnatého vrchu Rychvald (607 m). Půdní pokryv a půdní fond náleží území Malé Hané, jež je nejúrodnější částí blanenského okresu. Toto území patří do celku, který se nazývá Boskovická brázda. Ve východní část katastru obce se rozkládá přírodní park Řehořkovo Kořenecko, ve kterém se u samoty Pilka nalézá přírodní památka Horní Bělá.
V údolí říčky Bělé, která je součástí chráněného přírodního parku Řehořkovo Kořenecko (20 km²) se nalézá samota Pilka. Dříve to byla panská vodní pila, která však byla přeložena do níže po proudu Bělé ležícího Melkova. K Šebetovu patří též část zvaná Zábraní (dříve zde žili domkaři) a osada Kapouňata, která leží na dolním úbočí hřbetu, který je nazýván podle nejvyššího vrchu Mojetín (608 m.).
Východně od Šebetova, na břehu spojujícím Mojetín s Rychvaldem, těsně u silnice vedoucí na Pohoru a na Štěpánov stojí osamělá myslivna a asi o tři kilometry dále socha svaté Barbory, památka z doby kláštera Hradisko. Na místě myslivny býval hospodářský dvůr „Na kopci“. Bývalý majitel panství hrabě Karel Strachwic pojmenoval dvůr Karlsberg. V současné době se používá jméno Karlov. V těchto místech je možno sejít zpět do vesnice lesem Obora (v dřívějších dobách zde byla chována vysoká zvěř).
Severovýchodně od Šebetova, těsně pod zalesněným úbočím Rychvaldu se nachází Mořicův dvůr (pojmenovaný podle hraběte Mořice Strachwice).
Na jižním konci silnice do Knínic stojí pozůstatek budov panské sladovny. Od roku 1922 se v ní nepracuje. Tento objekt býval původně cukrovarem, ale pro nedostatek vody byl tento jediný cukrovar Malé Hané zrušen a přizpůsoben výrobě sladu.
Západním směrem silnicí na Vanovice se lze dostat k zastávce jednokolejné železniční trati vedoucí ze Skalice nad Svitavou přes Boskovice a Velké Opatovice do Chornic. Trať byla vystavěna v roce 1908 po dlouhých průtazích.
Centrum života obce je umístěno v blízkosti křižovatky se zastávkou autobusů. Nachází se zde budova školy, pošty, zdravotního střediska, kulturního domu s kinem, kadeřnické, nehtové a beauty studio, a obchody s potravinami, průmyslovým zbožím a textilem. Na návsi, vpravo proti zámku, se nachází „Penzion 43“, který nabízí rodinné ubytování.

## Obyvatelstvo
| Rok            | 1869 | 1880 | 1890 | 1900 | 1910 | 1921 | 1930 | 1950 | 1961 | 1970 | 1980 | 1991 | 2001 | 2011 | 2021 |
| -------------- | ---- | ---- | ---- | ---- | ---- | ---- | ---- | ---- | ---- | ---- | ---- | ---- | ---- | ---- | ---- |
| Počet obyvatel | 678  | 706  | 674  | 694  | 747  | 743  | 699  | 632  | 787  | 780  | 896  | 954  | 936  | 878  | 856  |
| Počet domů     | 104  | 105  | 107  | 107  | 114  | 123  | 132  | 153  | 153  | 159  | 173  | 203  | 220  | 231  | 248  |

## Obecní správa
V letech 1961–1991 k obci patřila Světlá.

### Obecní symboly
Znak a vlajka byly obci uděleny rozhodnutím předsedy Poslanecké sněmovny Parlamentu České republiky dne 4. června 1998.

## Pamětihodnosti
- Zámek Šebetov
- Kaple svaté Anny z roku 1842 na návrší nad obcí, je výrazně umístěna a tvoří doklad dobového romantismu
- Sousoší svatého Jana Nepomuckého na návsi
- Bývalá zemědělská usedlost čp. 38[9]

## Osobnosti
V roce 1869 se v obci narodil Mořic Pícha, český duchovní a královéhradecký biskup.

## Fotogalerie

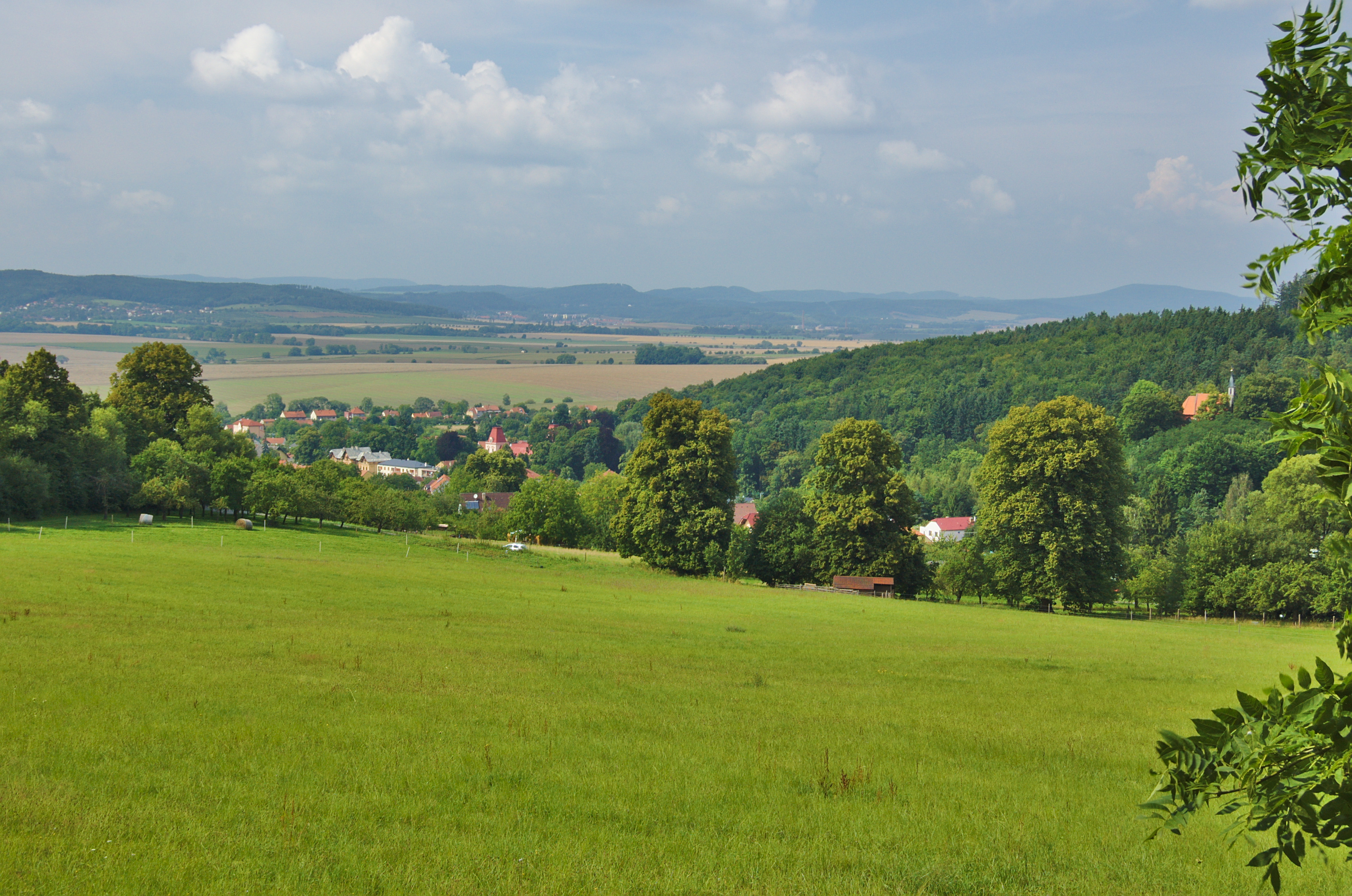
Pohled na obec ze silnice na Kořenec a Pohoru
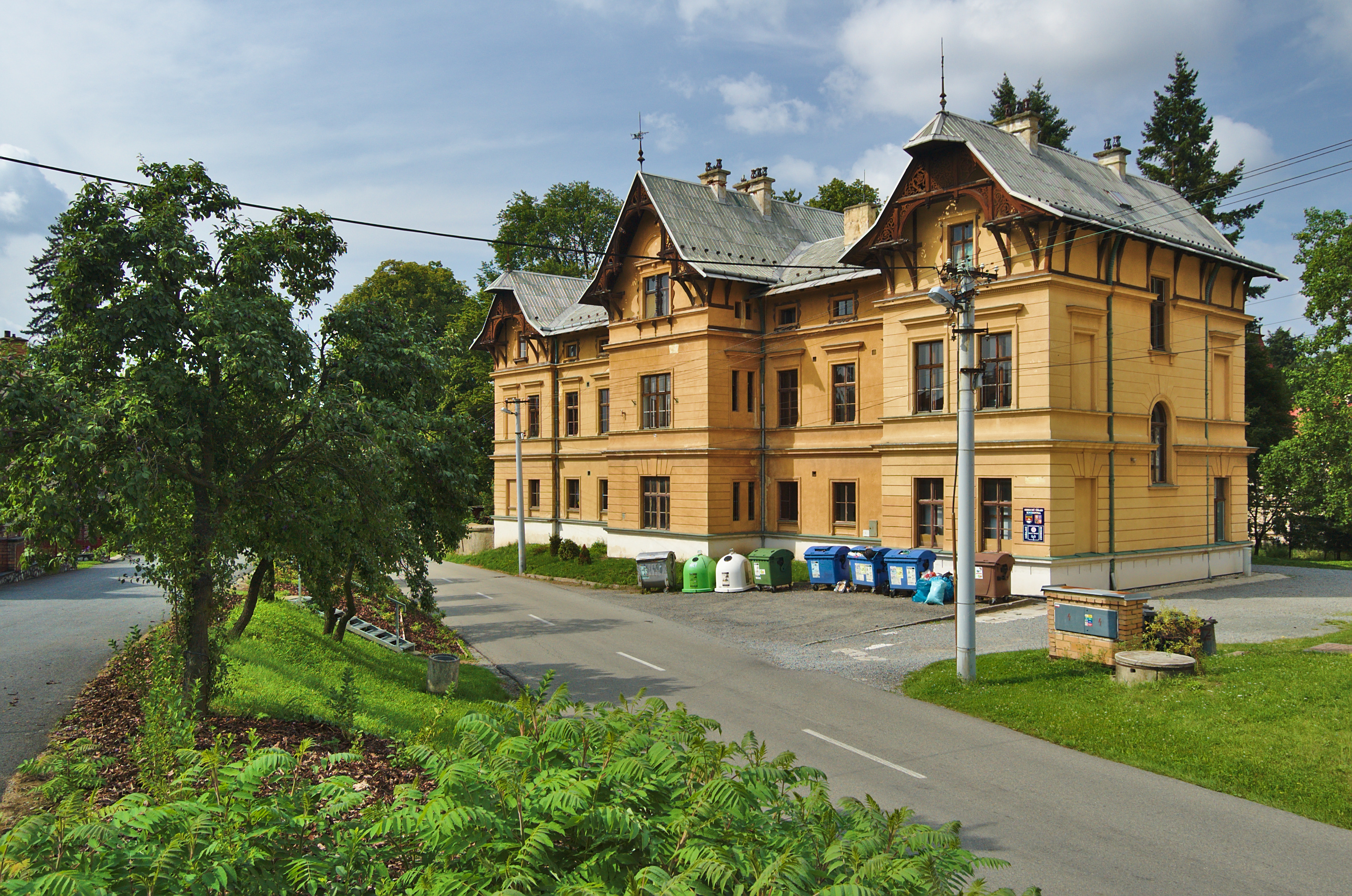
Obecní úřad
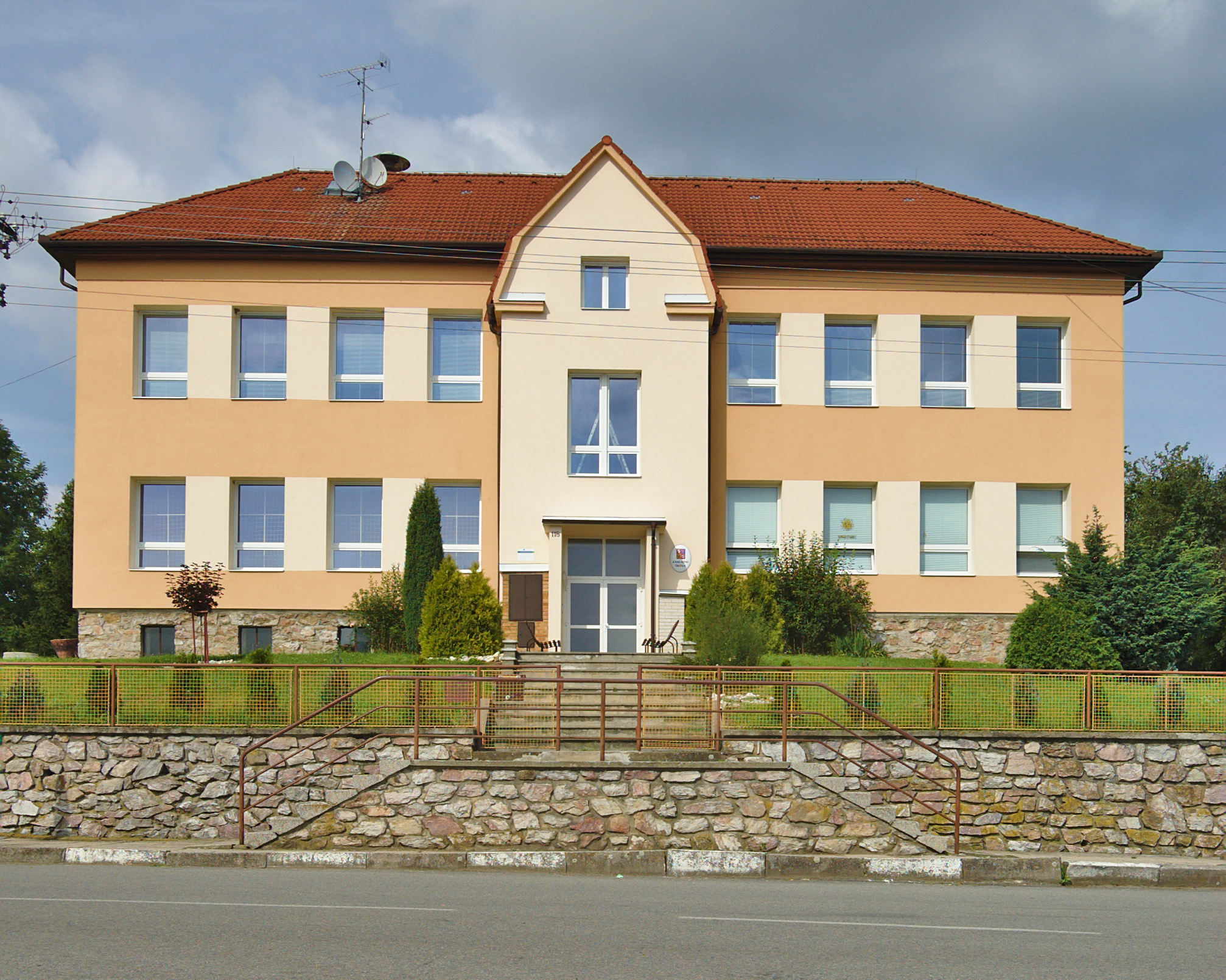
Škola
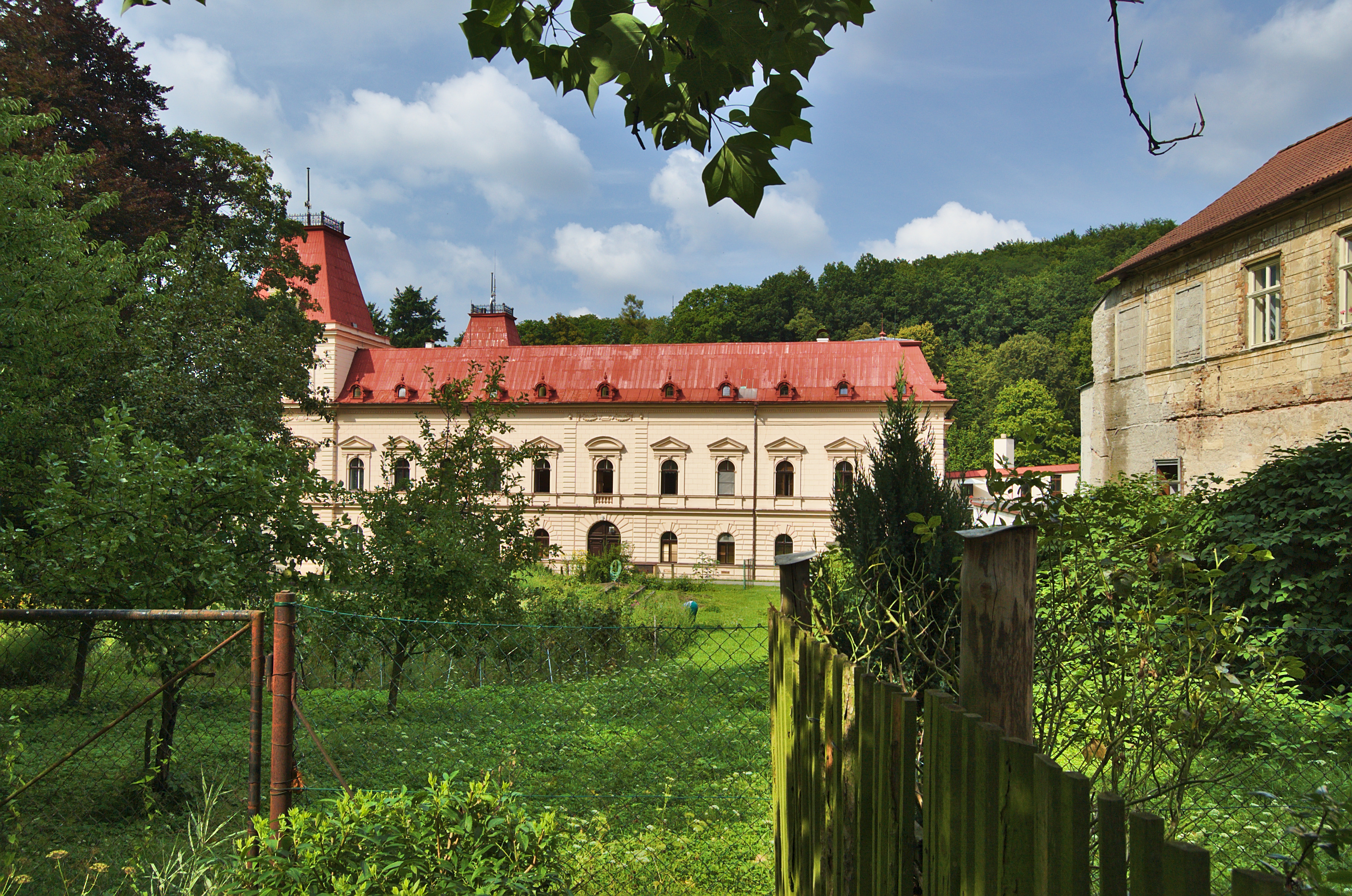
Zámek – pohled z boku
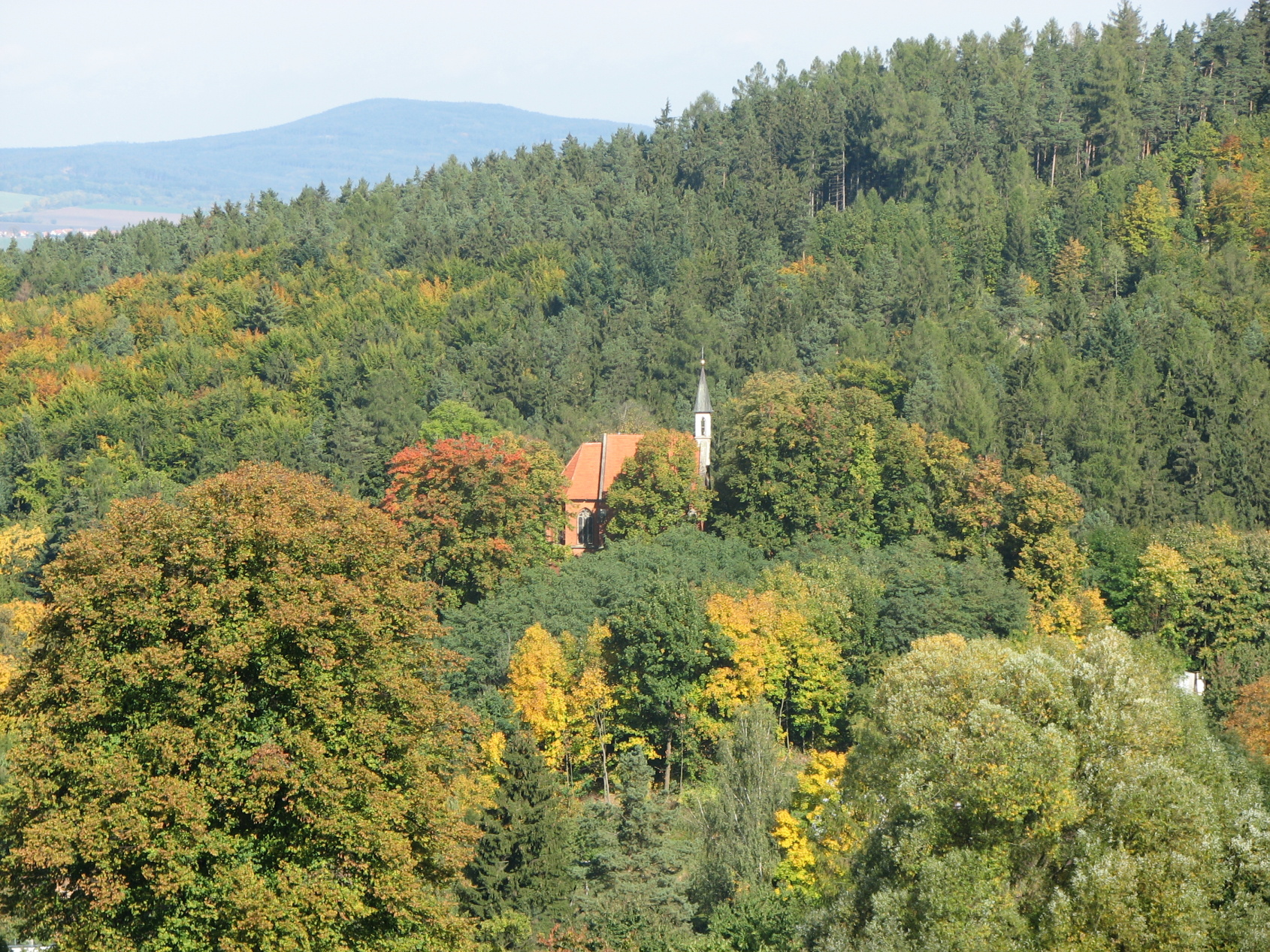
Kaple svaté Anny
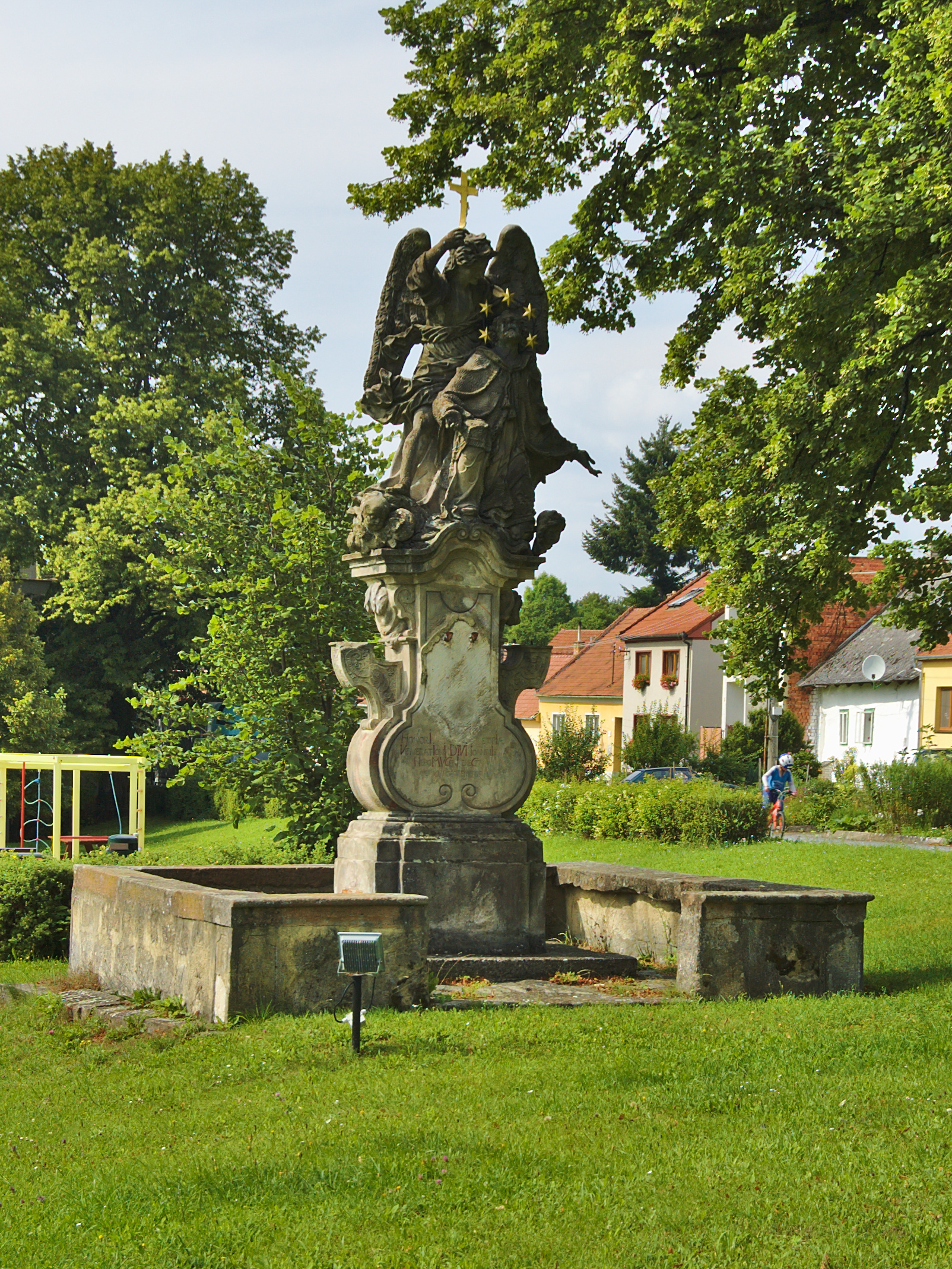
Sousoší svatého Jana Nepomuckého
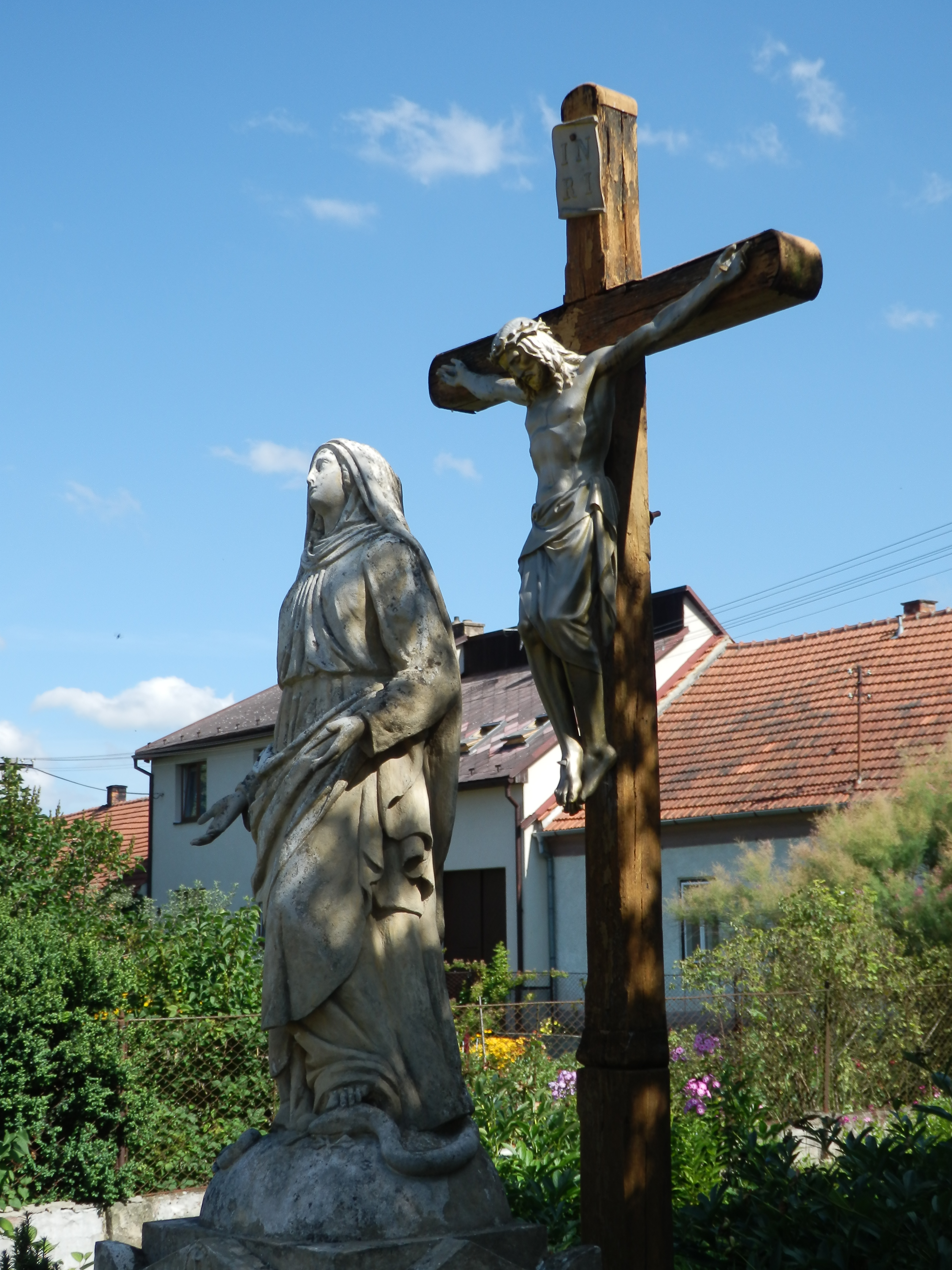
Socha Panny Marie
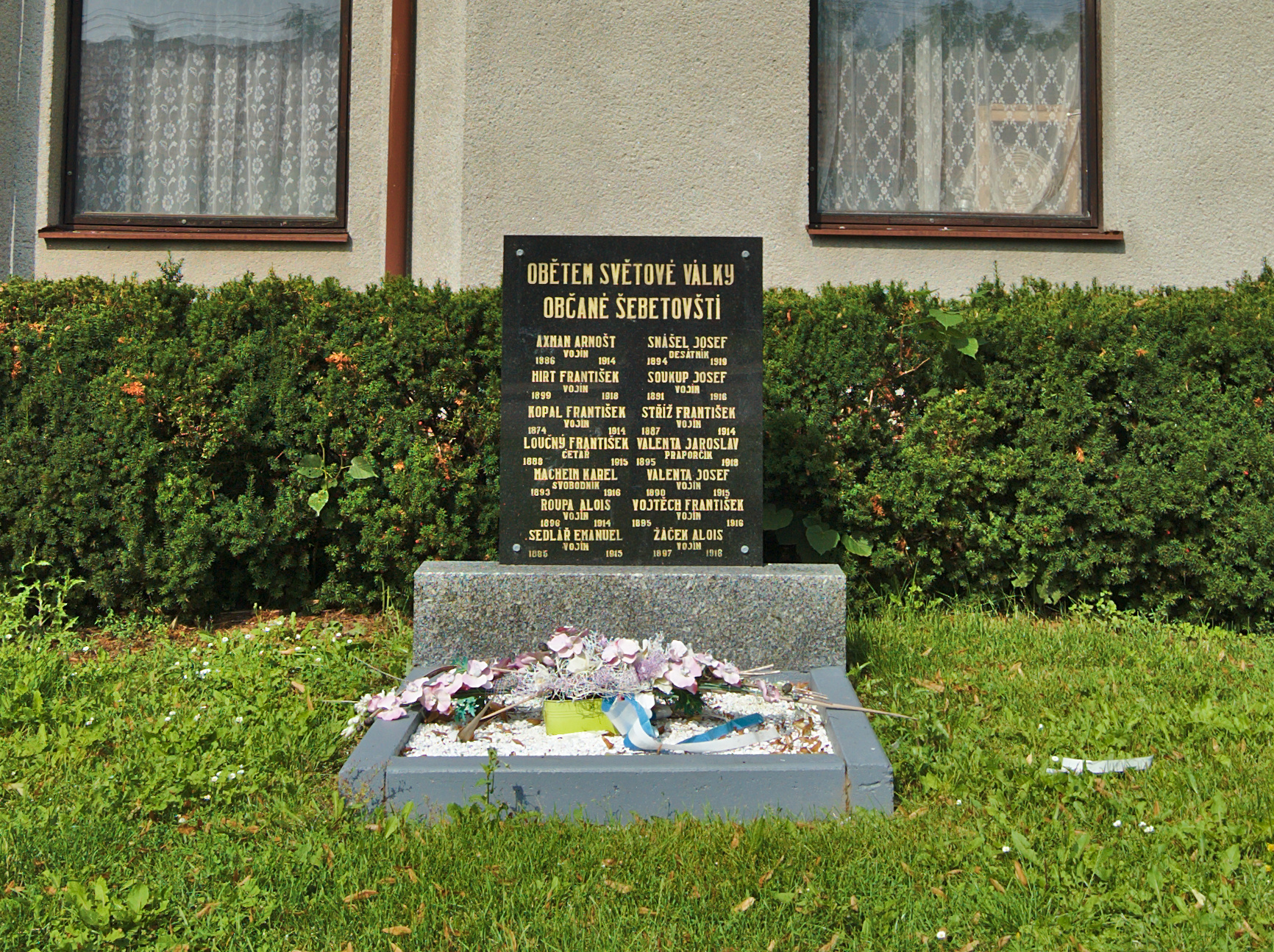
Památník obětem první světové války